# Anagonia opaca
Anagonia opaca är en tvåvingeart som först beskrevs av Malloch 1930.  Anagonia opaca ingår i släktet Anagonia och familjen parasitflugor. Inga underarter finns listade i Catalogue of Life.